# Planá zábava
Planá zábava (v anglickém originále Hollow Pursuits) je dvacátá první epizoda třetí sezóny seriálu Star Trek: Nová generace.
V této epizodě ovlivní simulátorové fantazie jednoho člena posádky hvězdné lodě USS Enterprise-D jeho schopnosti vypořádat se s poruchami na lodi a řádně plnit své služební povinnosti.

## Příběh
Mechanik Reg Barclay (čteno [redž bákly]) si pouští v simulátoru programy, ve kterých může zmlátit své nadřízené a zakoušet lásku poradkyně Deanny Troi. Touto zábavou utíká před reálným životem: je ve vztazích nervózní, na směny chodí pozdě a dělá mnoho pracovních chyb. To je zdrojem konfliktů s jeho nadřízenými, zejména s Geordim.
Geordi a Will Riker proto navrhnou kapitánovi jeho přeložení, ale ten naopak přikáže Geordimu, aby mu věnoval pozornost a pomohl mu se zlepšit. Geordi jej poté přistihne v jednom z jeho programů, kdy v imitaci příběhu Tři mušketýři dává na frak svému kapitánovi a dalším důstojníkům. (Dosud o těchto programech nikdo nevěděl.) Geordi se snaží Regovi pomoci a přiměje ho, aby navštívil poradkyni Troi. Z této návštěvy však Reg v hrůze prchne, protože nedokáže v realitě mluvit se ženou, kterou zneužívá ke svým fantaziím.
Mezitím se na lodi vyskytne několik zdánlivě nesouvisejících poruch: rozpadlá sklenička a nefunkční transportér. Situace se stane vážnější, když selže ovládání warpového pohonu a lodi zbývají jen desítky minut do zničení. Riker hledá v simulátoru Barclayho, aby jej zapojil do řešení, a přitom se setká s Barclayovými „mušketýry“ (imitacemi kapitána, Data a Geordiho). Ti se chovají tak, jak je Reg naprogramoval: vyzvou Rikera na souboj a když odmítne, zahrnou jej břitkými posměšky jako zbabělce a pošlou na něho „přiměřenějšího protivníka“ – tlustou, nemotornou imitaci Rikera. Skutečného Rikera tento Regův vtípek rozzuří. Troi jej chlácholí, že jsou to „zdravé, vtipné fantazie“ – ovšem jen do doby, než v programu potká sama sebe v roli smyslné „bohyně empatie“.
Když konečně najdou Rege, Geordi na něho apeluje, že teď jej obzvlášť potřebují. Regova vynalézavost spolu se systematickým vylučováním možností odhalí, že nehody způsobuje látka unikající z kontejneru, kterou senzory nedokáží zaznamenat.
Loď je zachráněna a Reg, povzbuzen úspěchem, maže všechny své programy… Až na jeden.

## Zajímavosti
- V této epizodě se poprvé objevil Reginald Barclay, kterého hrál Dwight Schultz. Podle její autorky Sally Caves (pseudonym Sarah Higley) je Barclay satira na Trekkies a jejich nepřiměřenou posedlost smyšlenými postavami.[3]